# Círculo de Macina
Macina es una subdivisión administrativa (cercle o círculo) de la región de Segú, en Malí. En abril de 2009 tenía una población censada de 236 077 habitantes y estaba formada por las siguientes comunas o municipios, que se muestran igualmente con población de abril de 2009:
- Bokywere 15,402
- Folomana 8,411
- Kokry 17,484
- Kolongo 34,174
- Macina 36,272
- Matomo 15,027
- Monimpebougou 33,954
- Saloba 34,892
- Sana 23,342
- Souleye 9,867
- Tongué 7,252[1]